# Pierre Vaucher
Pour les articles homonymes, voir Vaucher.
 (juillet 2024).
Si vous disposez d'ouvrages ou d'articles de référence ou si vous connaissez des sites web de qualité traitant du thème abordé ici, merci de compléter l'article en donnant les références utiles à sa vérifiabilité et en les liant à la section « Notes et références ».
Jean-Pierre-Édouard Vaucher, appelé Pierre Vaucher, est un historien et enseignant suisse né à Genève le 2 décembre 1833 et mort le 9 juin 1898 à Lancy.

## Biographie
Pierre Vaucher est le fils de François-Ulrich Vaucher (1807-1867), cousin de Samuel Vaucher, architecte établi à Genève en 1820, reçu citoyen de Genève en 1835, député au Grand Conseil, puis conseiller d'état chargé  du Département des travaux publics en 1865-1867, et de Joséphine Guédin (1801-1880) qui s'étaient mariés en 1831.
Il a fait des études de sciences et de lettres à l'académie de Genève en 1851-1853, puis de théologie en 1853-1855 bien qu'il n'ait pas eu l'intention d'exercer un ministère. Il est reçu licencié en 1856 en présentant une thèse intitulée Recherches critiques sur les lettres d'Ignace d'Antioche. Il se rend à Berlin où il suit les cours d'histoire donnés par Johann Karl Wilhelm Vatke (1806-1882). Il va alors choisir de devenir historien en appliquant les méthodes allemandes caractérisées par une recherche d'une exactitude minutieuse du détail.
De retour à Genève, il va donner des cours sur divers sujets historiques comme privat-docent de 1858 à 1865. En 1865, il est chargé d'un cours d'histoire suisse, puis d'histoire générale, en 1866. Il va alors se consacrer à l'enseignement de l'histoire pendant trente-trois ans. Il est nommé professeur ordinaire en 1869. Il est aussi chargé d'un cours de philosophie de l'histoire en alternance avec un cours de critique historique à partir de 1888. À partir de 1889, il donne pendant les semestres d'hiver un cours sur l'histoire politique de la Suisse à la Faculté de droit. Le 2 décembre 1895, ses élèves ont fêté les trente ans de son enseignement en lui offrant un volume intitulé Pages d'histoire.
En plus de ses cours, il assure les fonctions de doyen de la Faculté de lettres de Genève entre 1876 et 1884, vice-recteur de 1884 à 1886, et de recteur de 1886 à 1888.

## Famille
Il épouse le 30 août 1870 Marie Paulien Cartier. Ensemble, ils ont trois enfants : Jean-François-Hugo, en 1871, Eugène-Marie, en 1873, et Marie-Eugénie, en 1875.

## Publications

### Livres
- Recherches critiques sur les lettres d'Ignace d'Antioche, Genève, Imprimerie de Jules-Gme Fick, 1856 (lire en ligne)
- Des traditions relatives aux origines de la Confédération suisse: rapport présenté à la Section des sciences morales et politiques de l'Institut nationale genevois, Genève, Imprimerie et lithographie Vaney, 1868 (lire en ligne), compte-rendu par Édouard Favre, « Les Traditions nationales de la Suisse », Revue historique, t. 30,‎ 1886, p. 170-172 (lire en ligne)
- La confédération des Treize Cantons : Fragment d'un précis d'histoire suisse, 1880 (lire en ligne)
- Esquisses d'histoire suisse, Lausanne, H. Mignot éditeur, 1882 (lire en ligne), compte-rendu par C. Kohler, « Esquisses d'histoire suisse », Revue historique, t. 24,‎ 1884, p. 398-400 (lire en ligne)
- Professeurs, historiens & magistrats suisses: notices biographiques, Genève et Bâle, H. Georg libraire-éditeur, 1886 (lire en ligne)
- Mélanges d'histoire nationale, Lausanne, H. Mignot éditeur, 1889 (lire en ligne)

### Articles
- « Causes et préliminaires de la guerre de Charles le Téméraire contre les Suisses », Revue historique, t. 3,‎ 1877, p. 297-318 (lire en ligne)
- « Documents nouveaux sur la Saint-Barthélemy », Revue historique, t. 4,‎ 1877, p. 345-346 (lire en ligne)
- « Louis Vulliemin », Revue historique, t. 11,‎ 1879, p. 500-502 (lire en ligne)